# Suzuki Cultus
La Cultus est une voiture compacte à 3 ou 5 portes à traction du constructeur automobile japonais Suzuki produite depuis 1983 en de multiples générations. Elle est vendue au Canada sous le nom de Forsa, dans les pays arabes elle est nommée Khyber et au Japon elle se nomme Cultus. On la connaît mieux sous le nom de Swift SA/SF.

## Suzuki Cultus I(1983 - 1988)

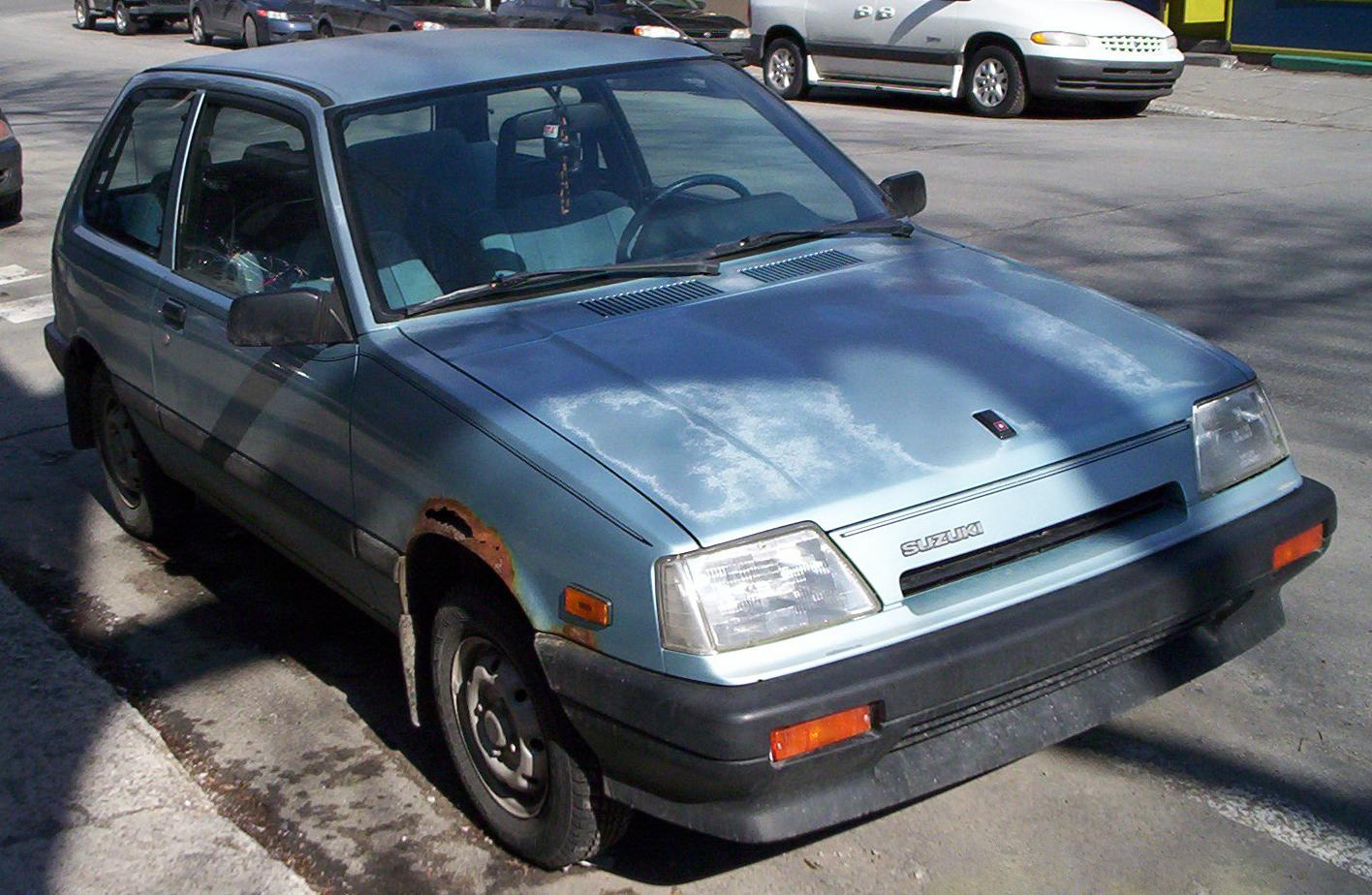
Suzuki Forsa 3 portes

De 1983 à 1985, la Cultus de première génération avait comme nom de code SA et elle est baptisée Swift à l'exportation. On peut distinguer le premier modèle par ses lumières avant encastrées, les pare-chocs qui laissent voir la carrosserie par-dessous et les formes de celle-ci étaient un peu plus rondes.
De 1986 à 1988, la Swift SA s'appela Swift tout court (sauf que cette voiture conserva le nom Cultus au Japon) la modernisation du look se fait remarquer. Les lumières avant ne sont plus encastrées, les pare-chocs plus modernes prenant toute la surface habituelle sur les voitures de nos jours. Les lignes de la carrosserie sont aussi plus carrées et plus modernes.

### Motorisation
- 3 cylindres, 993 cm³, 46 ch
- 3 cylindres, 993 cm³, turbocompressé, 73 ch
- 4 cylindres, 1296 cm³, SOHC (simple arbre à cames en tête), 70 ch
- 4 cylindres, 1296 cm³, DOHC (double arbre à cames en tête), 100 ch (GTI)

### Galerie

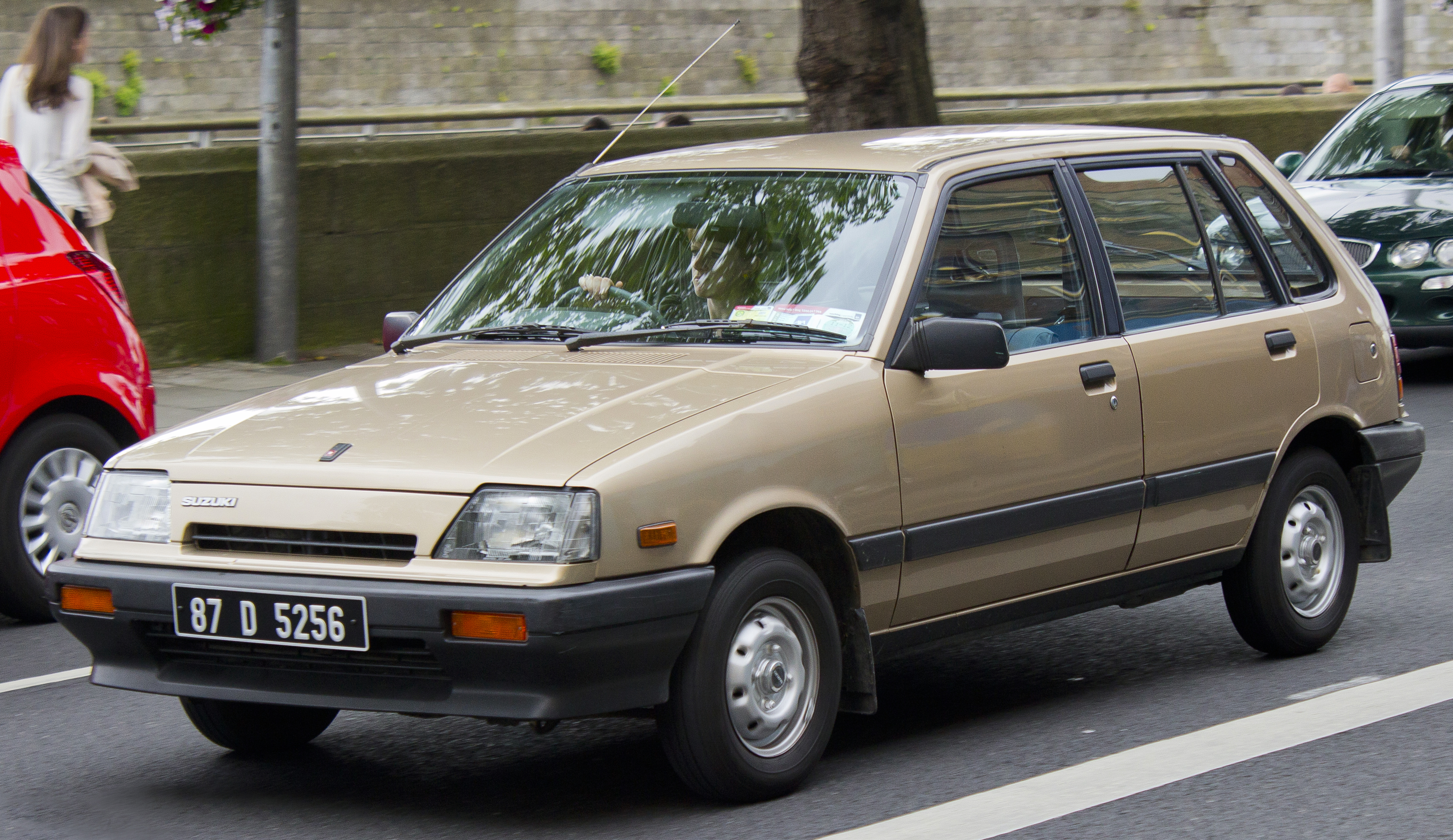
Suzuki Swift I 5 portes
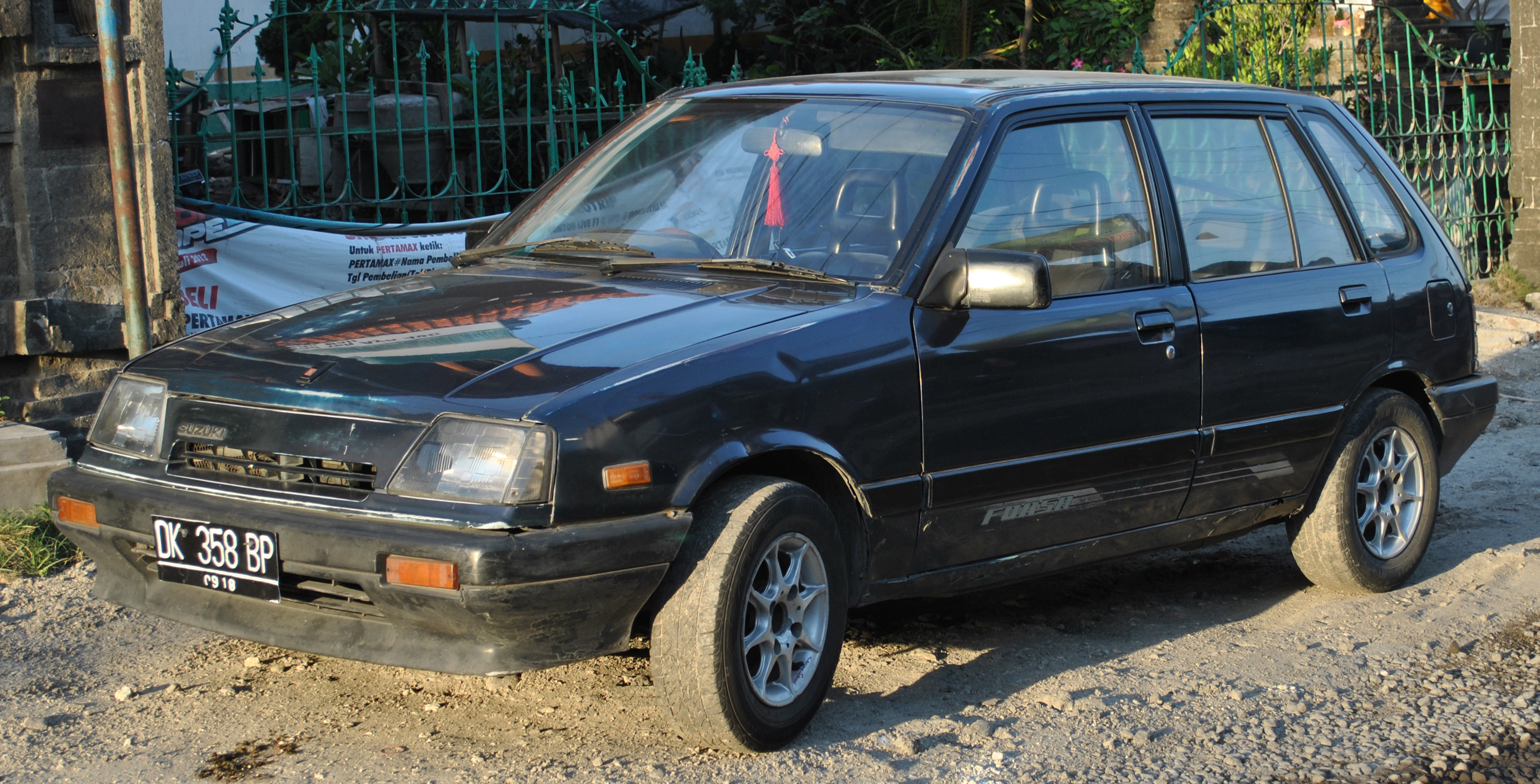
Suzuki Forsa 5 portes
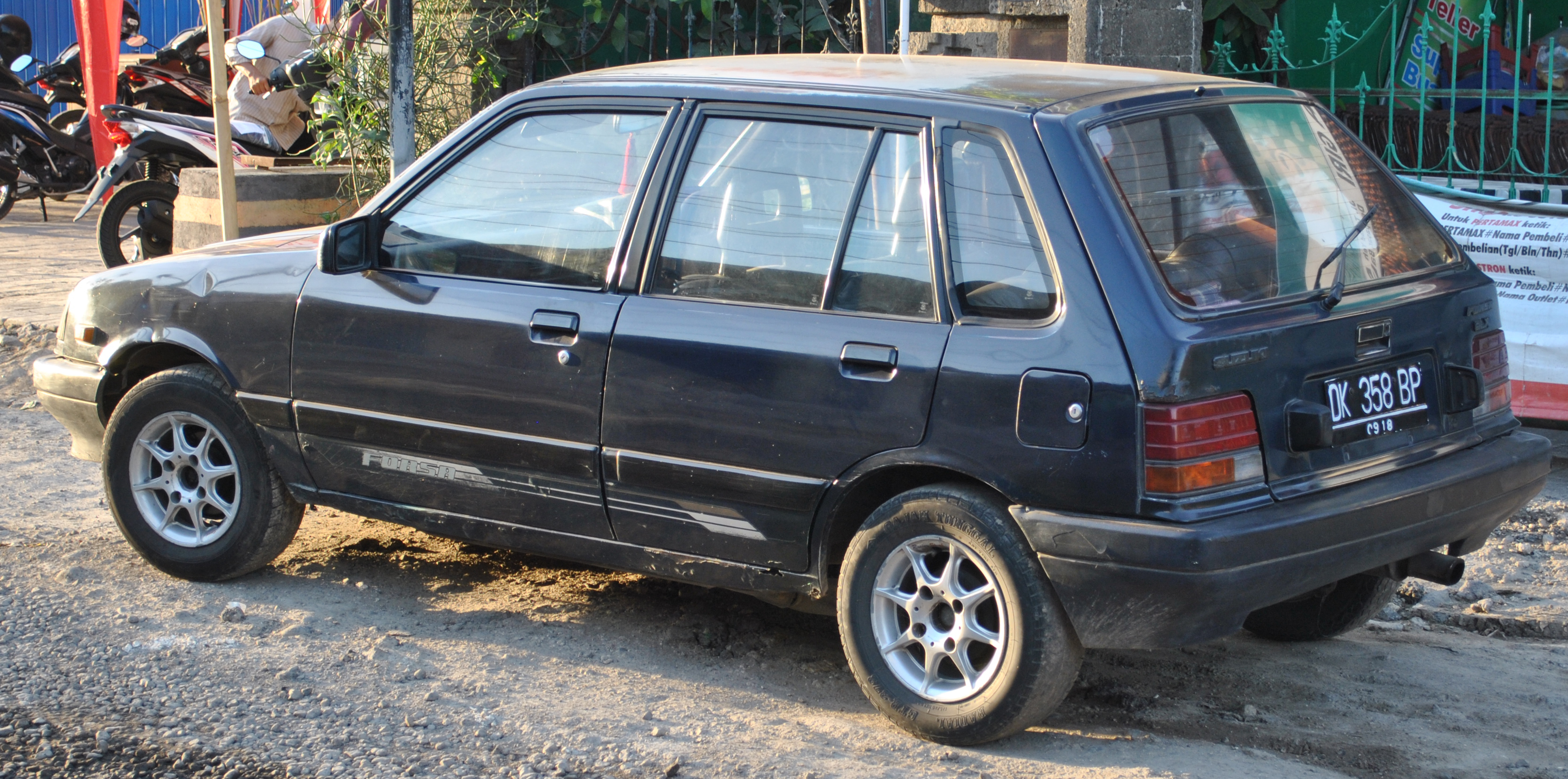
Suzuki Forsa 5 portes
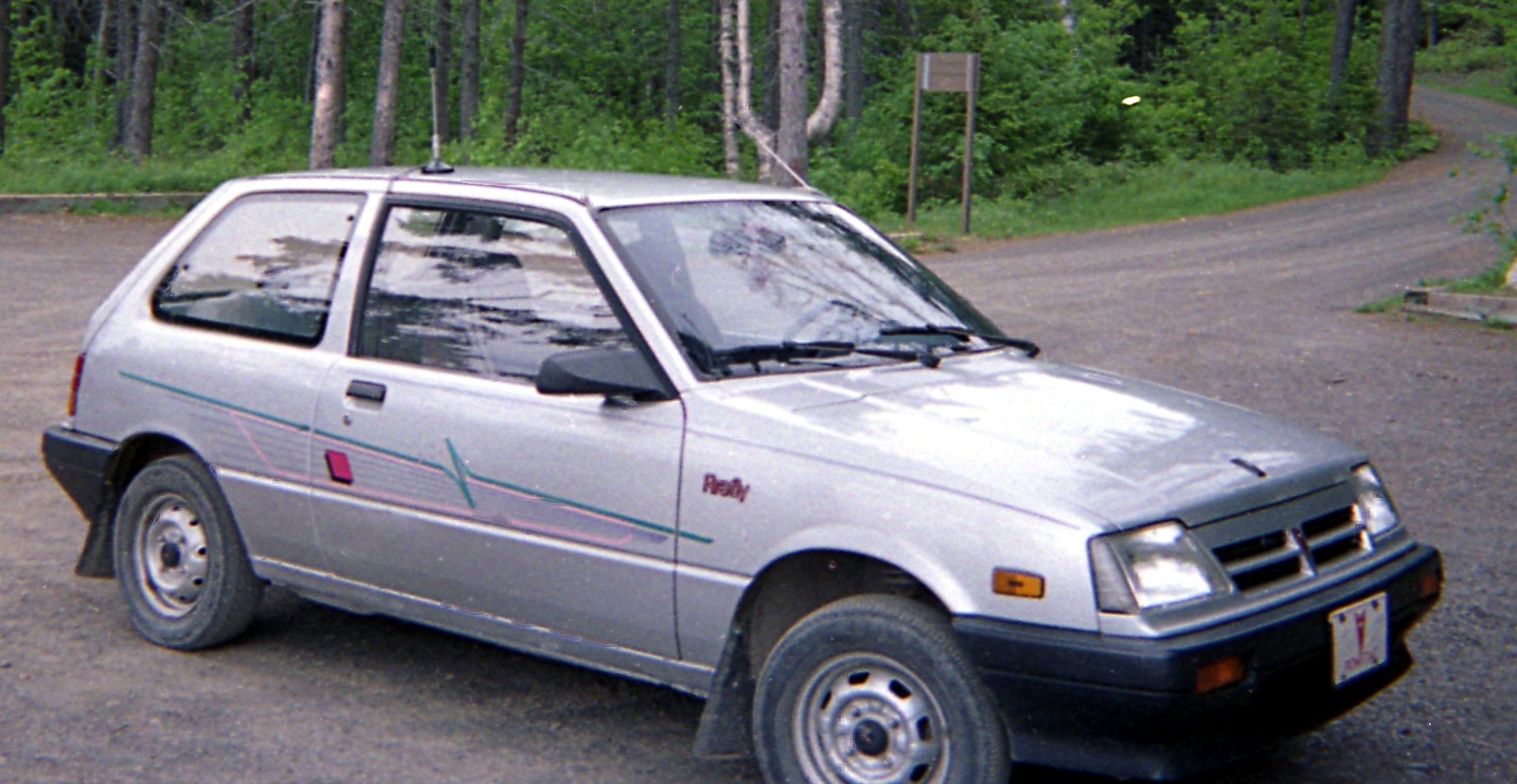
Pontiac Firefly
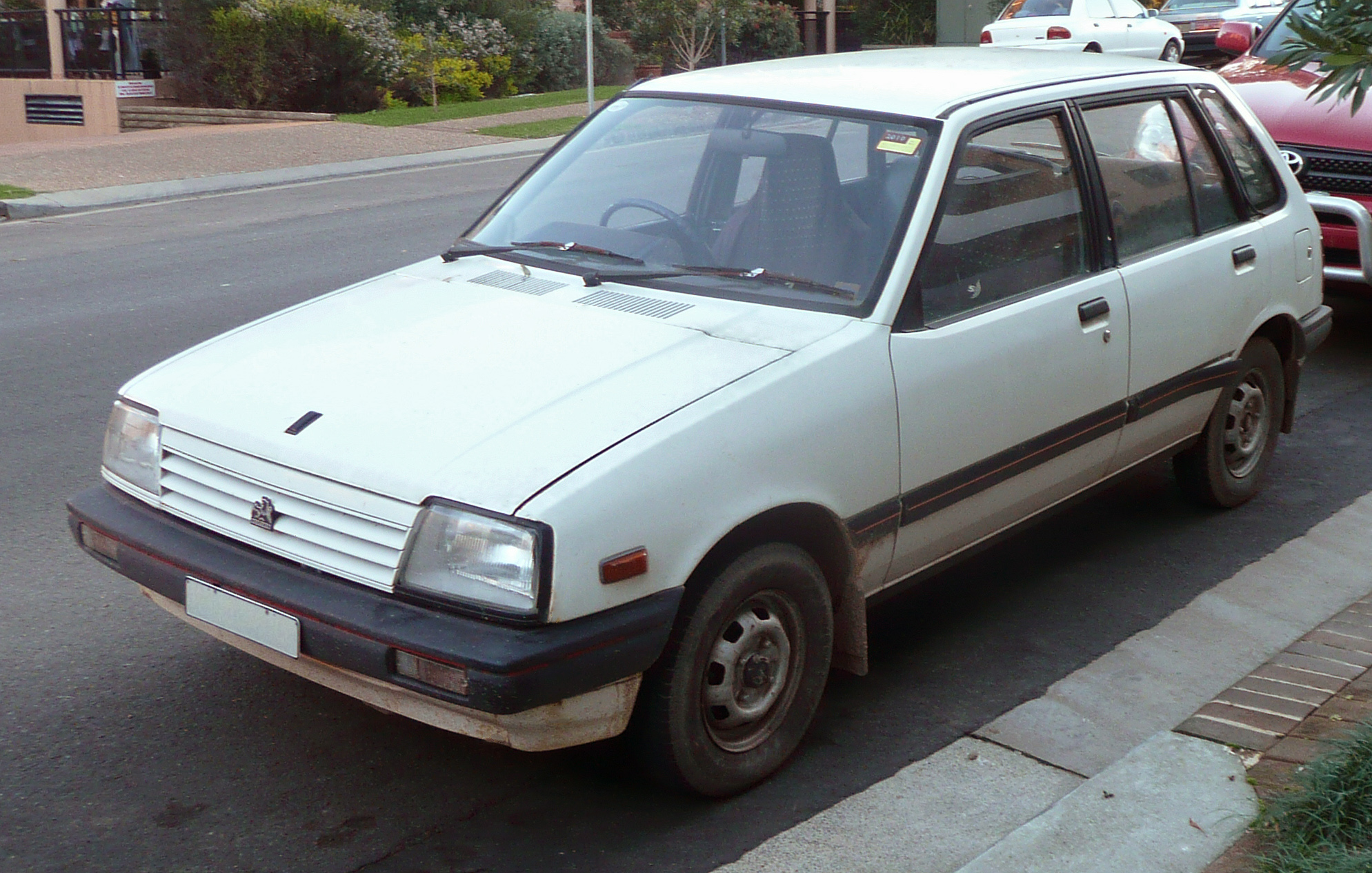
Holden Barina (MB)
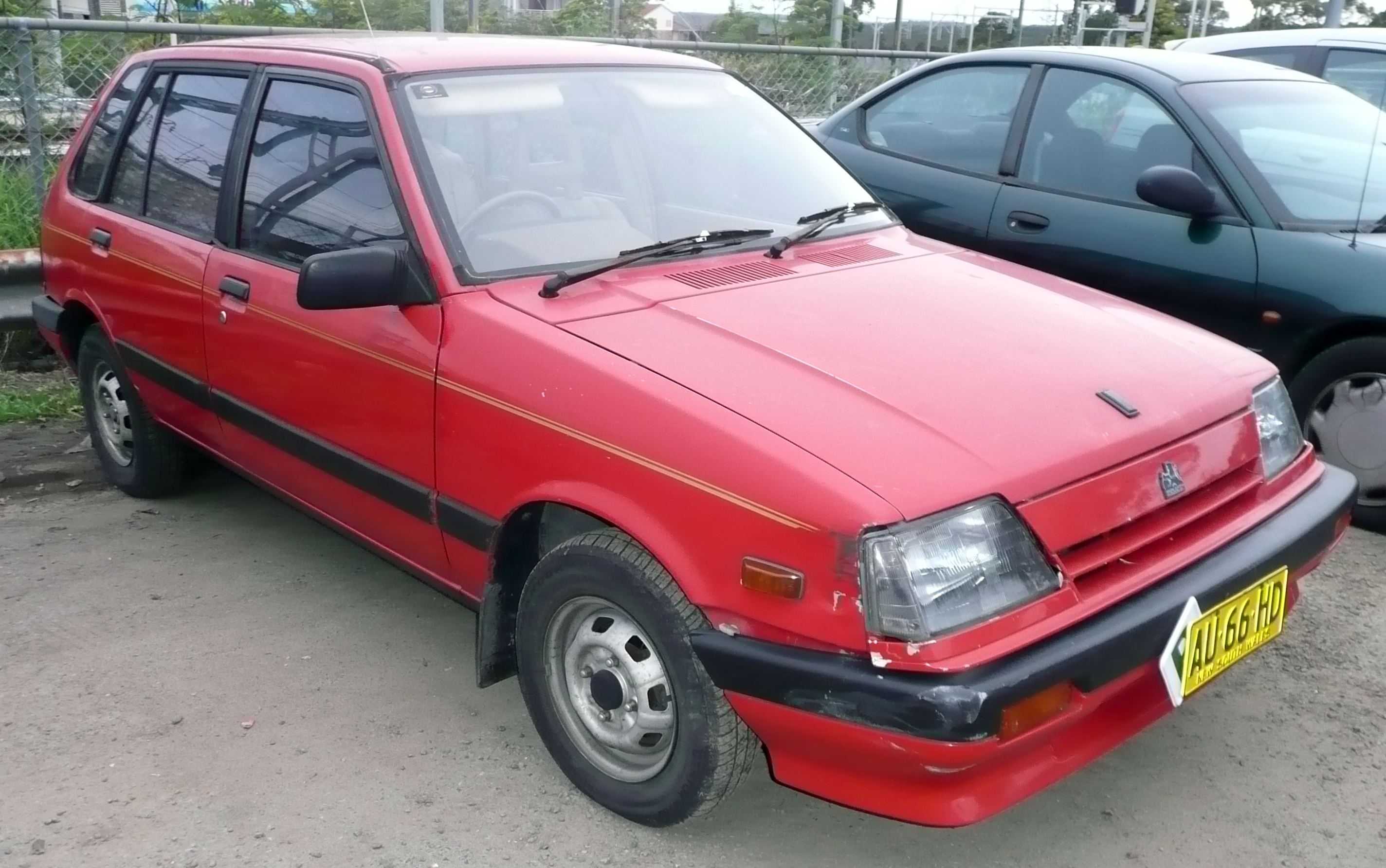
Holden Barina (ML)
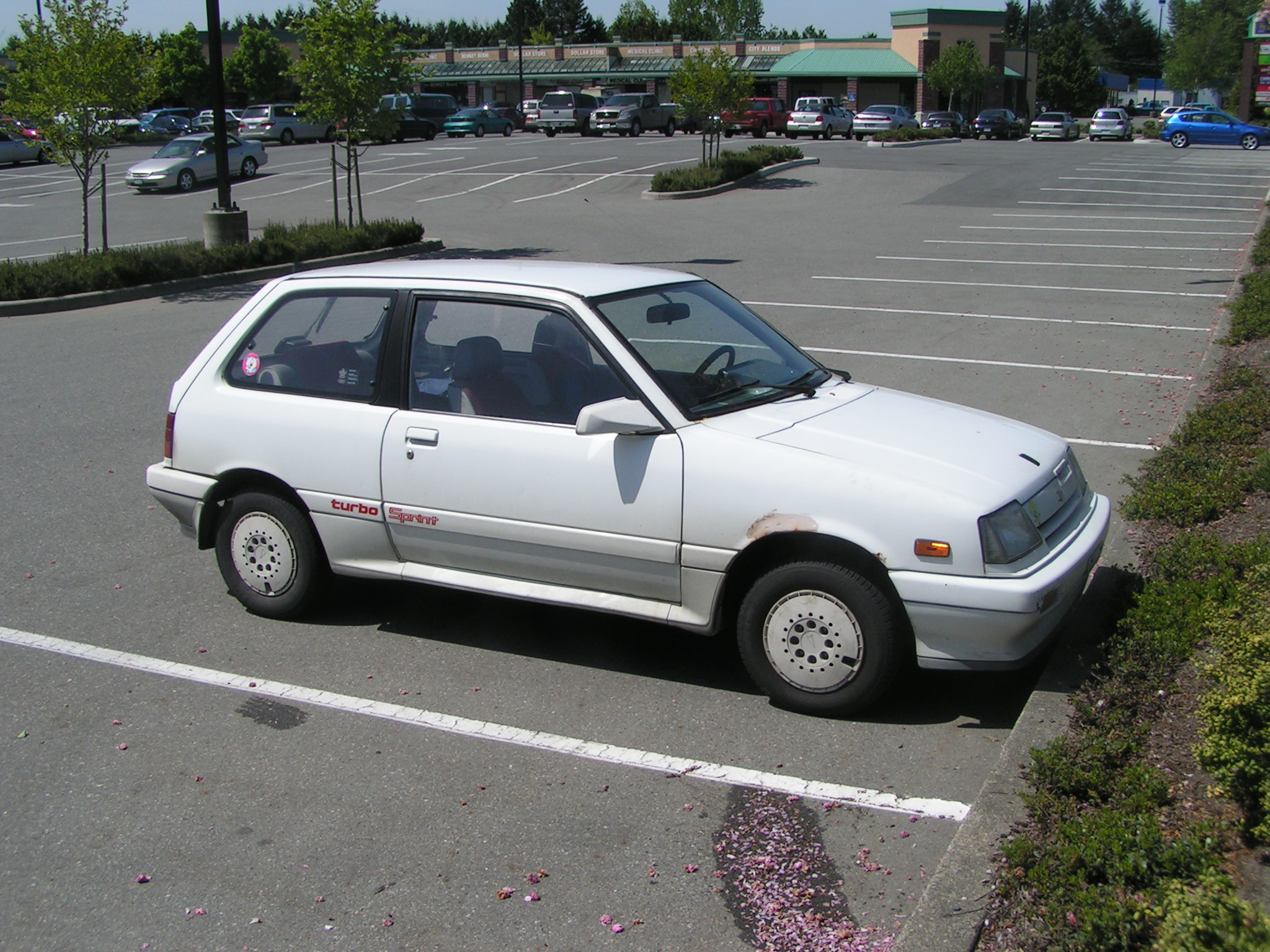
Chevrolet Sprint

## Suzuki Cultus II(1988 - 2016)
La Cultus SF est sortie en 1988 et elle est restylée en 1991 puis en 1995.
Une version cabriolet 2 places est vendue aux États-Unis entre 1991 et 1994 avec un moteur 1.3 L de 82 ch.
Bien qu'elle ressemble au modèle précédent, la Cultus SF est livrée avec de nombreuses modifications et améliorations, dont la plupart sont liées aux caractéristiques de série installées sur la voiture.
Par exemple, la Cultus est équipée de série d'une suspension indépendante aux quatre roues, de coussins gonflables doubles, de vitres teintées et de feux de jour, tandis que des caractéristiques comme la boîte automatique à trois rapports et l'ABS ne sont offertes qu'en option. Cependant, Suzuki a également équipé toutes les versions de pneus toutes saisons, de sièges arrière rabattables et de porte-gobelets.
Cependant, il y a de nombreuses nouveautés, beaucoup d'entre elles sont installées en standard, même si certaines ne sont disponibles qu'en option sur tous les modèles de garnitures. Par exemple, les caractéristiques de série comprennent des pneus toutes saisons.
Au Japon, la Cultus a été progressivement remplacée par la Cultus Crescent (Baleno ou Esteem ailleurs), légèrement plus grande, en 1995. Cependant, en mai 1998, la voiture à hayon a été rebaptisée  "Cultus M", la Cultus Crescent ayant abandonné le suffixe "Crescent". Elle est restée l'une des voitures non-kei les moins chères de l'époque. La voiture à hayon a été disponible jusqu'en 2000, remplacée par la Swift basée sur l'Ignis.
Le véhicule est entré sur le marché pakistanais en 1989 avec des ventes importées du Japon, il n'était disponible que sous la forme d'une berline, la Swift Sedan, et était équipé d'un moteur de 1,0 litre produisant 50 ch (37 kW). En 1991, Pak Suzuki a commencé la production locale pour le marché national et l'a rebaptisée "Suzuki Margalla". Elle a été équipée d'un plus gros moteur quatre cylindres de 1,3 litre et d'une boîte de vitesses manuelle à 5 rapports. La production s'est poursuivie jusqu'en 1998, date à laquelle elle a été remplacée par la berline Suzuki Baleno. Presque deux ans plus tard, la production a repris en 2000 sous la forme d'une voiture à hayon 5 portes, commercialisée sous le nom de Suzuki Cultus. Elle était équipée d'un moteur trois cylindres de 1,0 litre provenant de la Swift Sedan importée de 1989 à 1991. En 2002, l'option GNC montée en usine a été lancée avec plusieurs améliorations, suivies par d'autres changements en 2005. En 2007, la Swift Sedan a subi un lifting majeur avec un nouveau moteur quatre cylindres de 1,0 litre à injection, de nouveaux pare-chocs et un nouveau revêtement de siège avec des appuie-têtes plus larges. La production s'est poursuivie jusqu'à la fin de l'année 2016, et les ventes ont pris fin le 1er février 2017.

### Maruti 1000
La Maruti 1000, sortie de 1990 à 2007, est la version tricorps de la seconde génération de la Suzuki Cultus produite par le constructeur indien Maruti Suzuki.

### Galerie

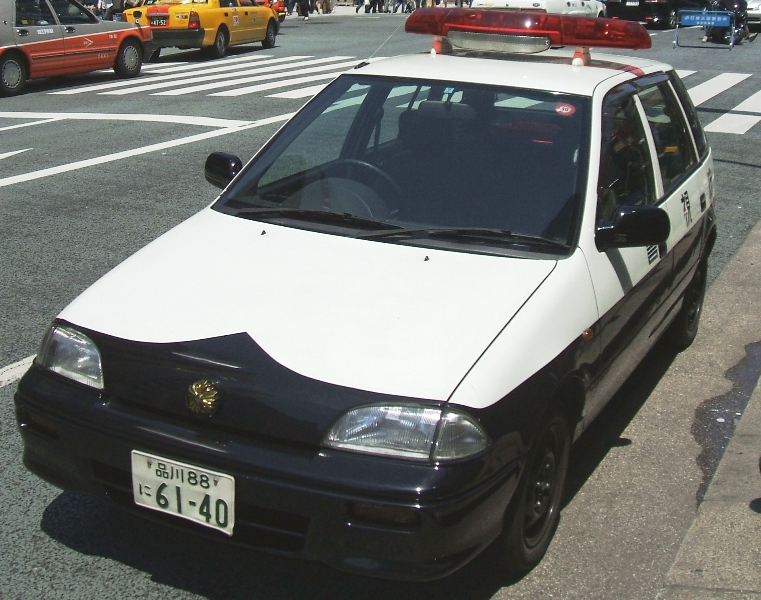
Suzuki Cultus II 5 portes
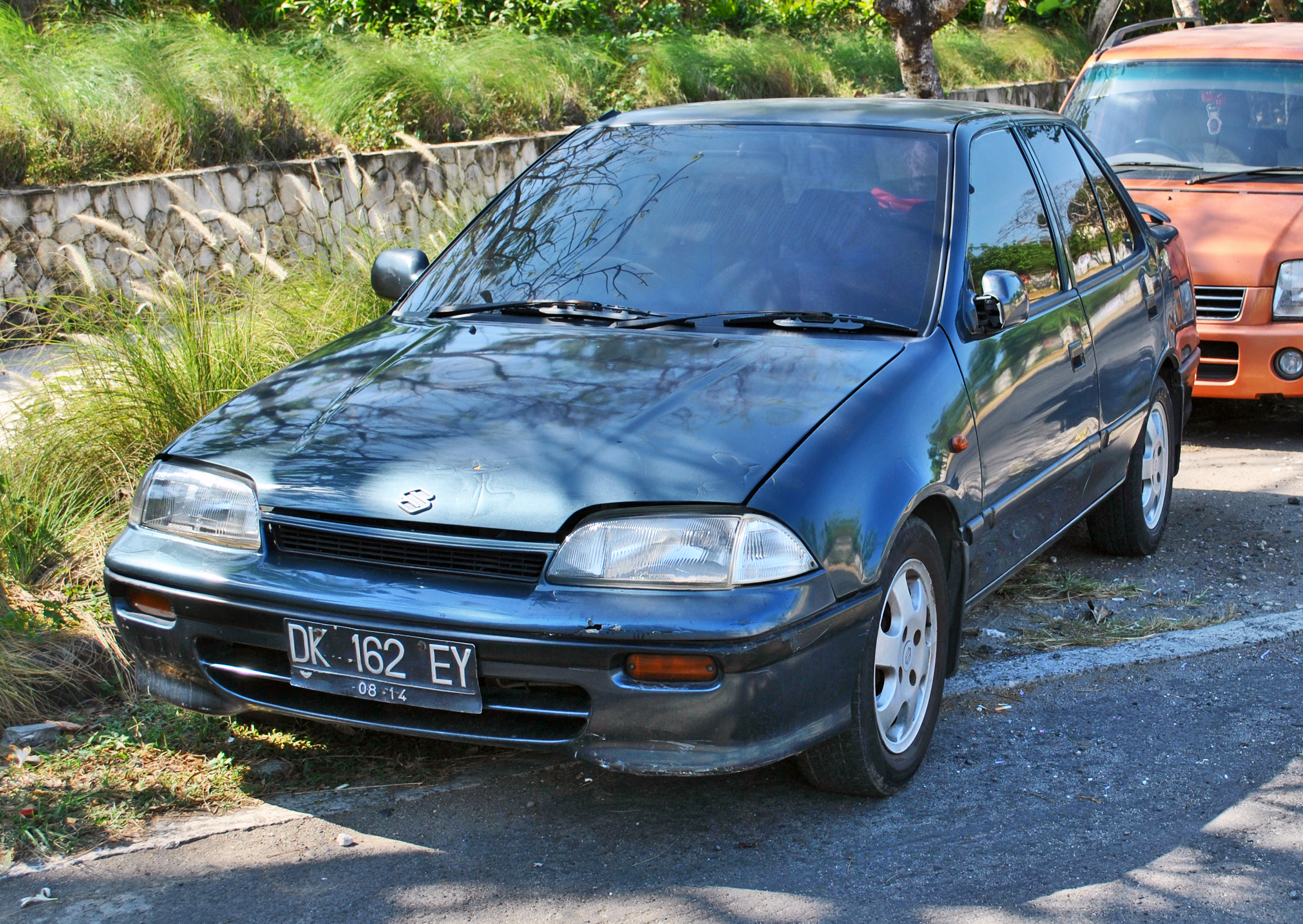
Suzuki Esteem 4 portes
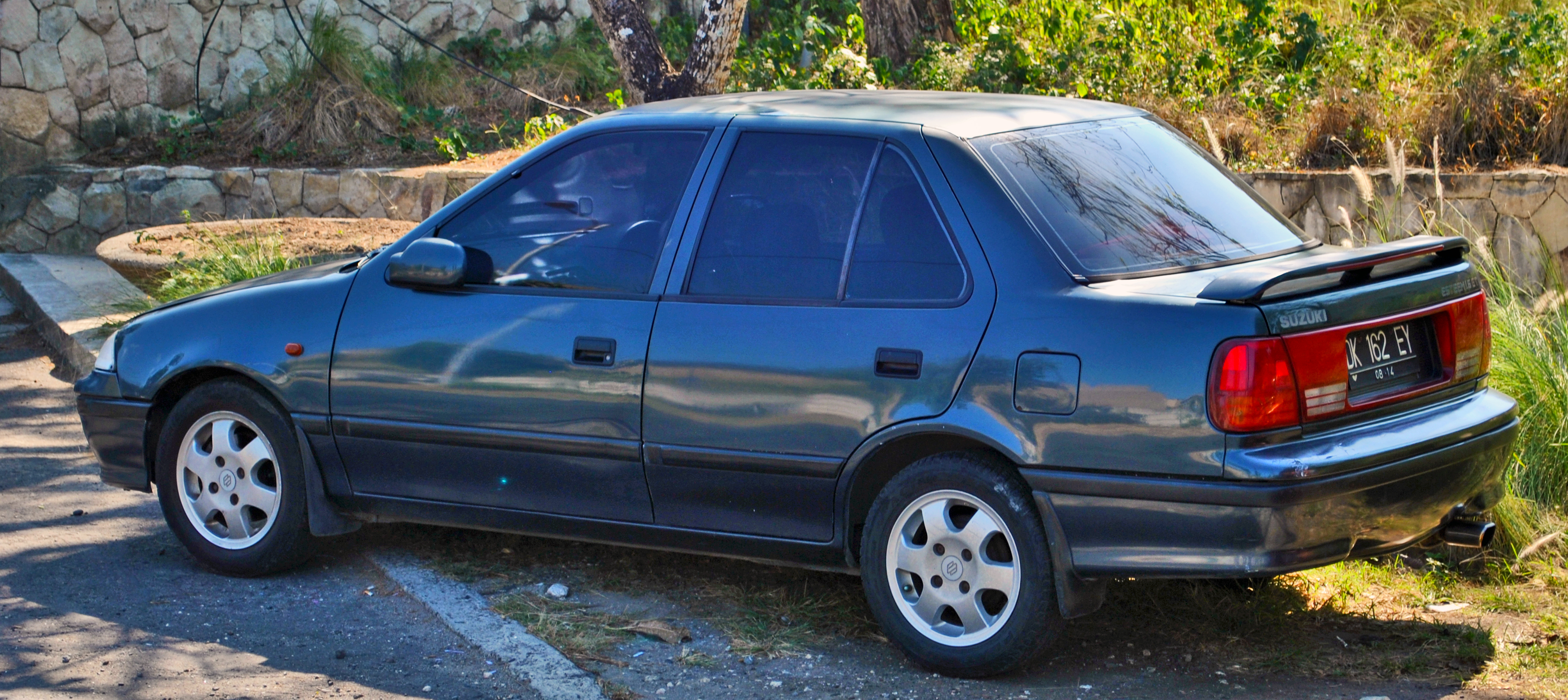
Suzuki Esteem 4 portes
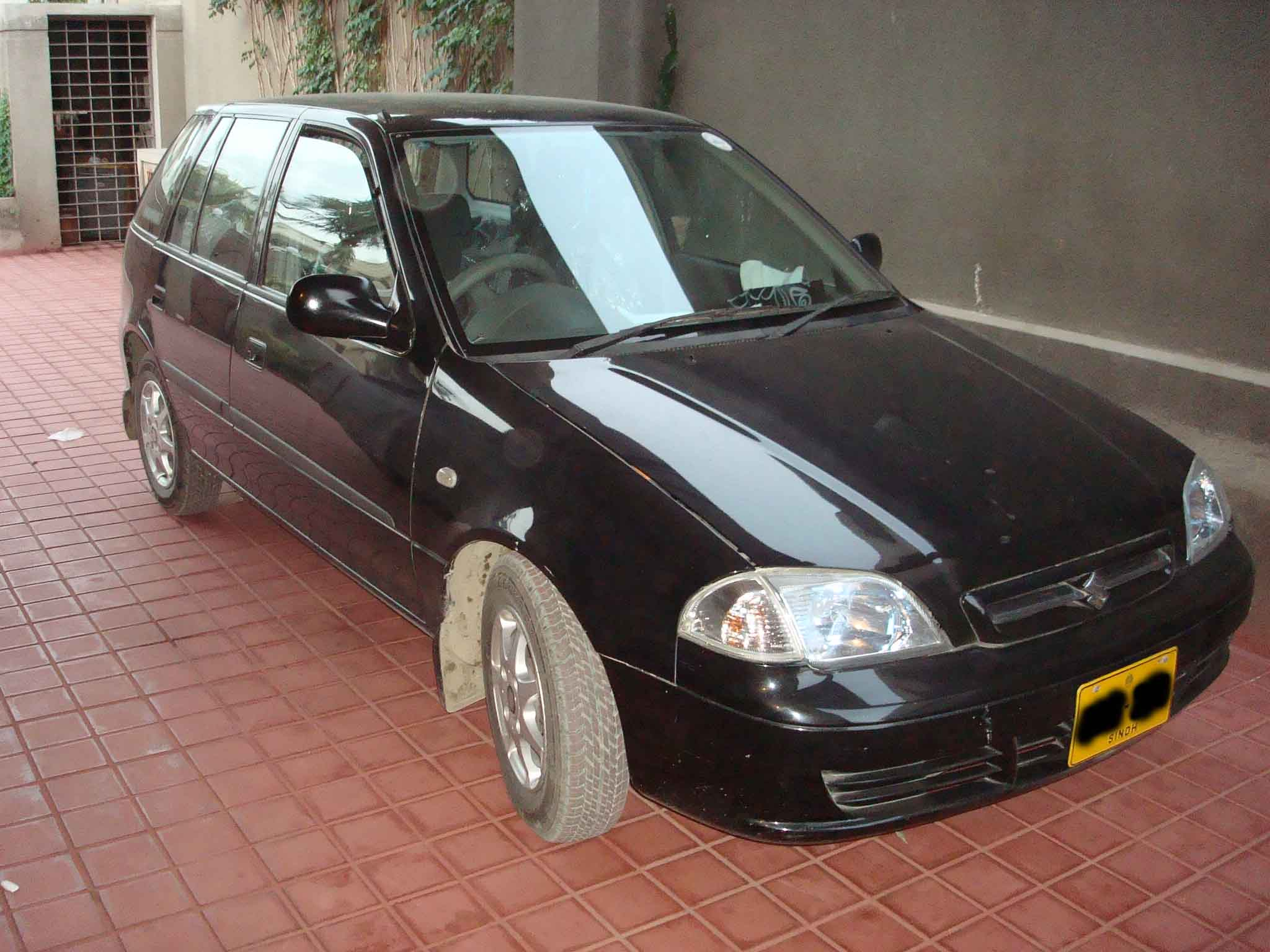
Suzuki Cultus Pakistan (2008)
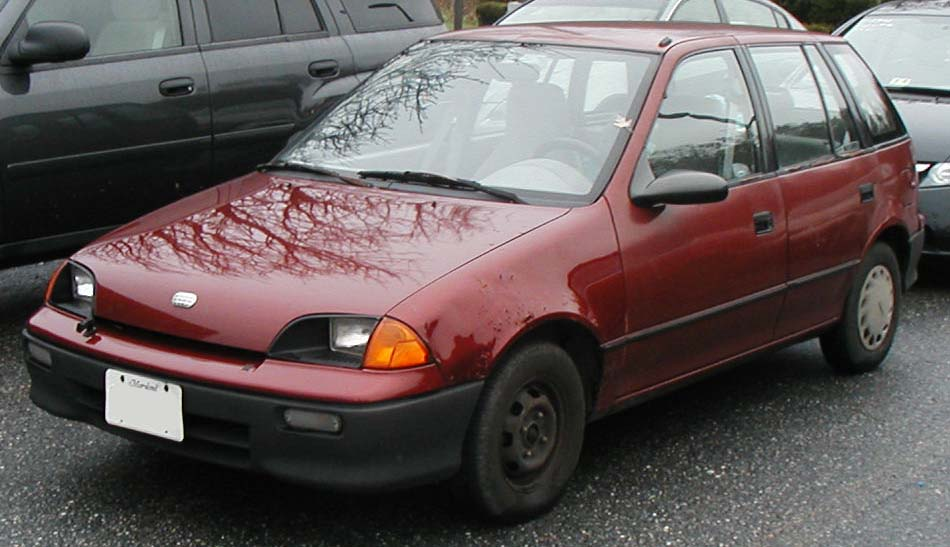
Geo Metro I 5 portes
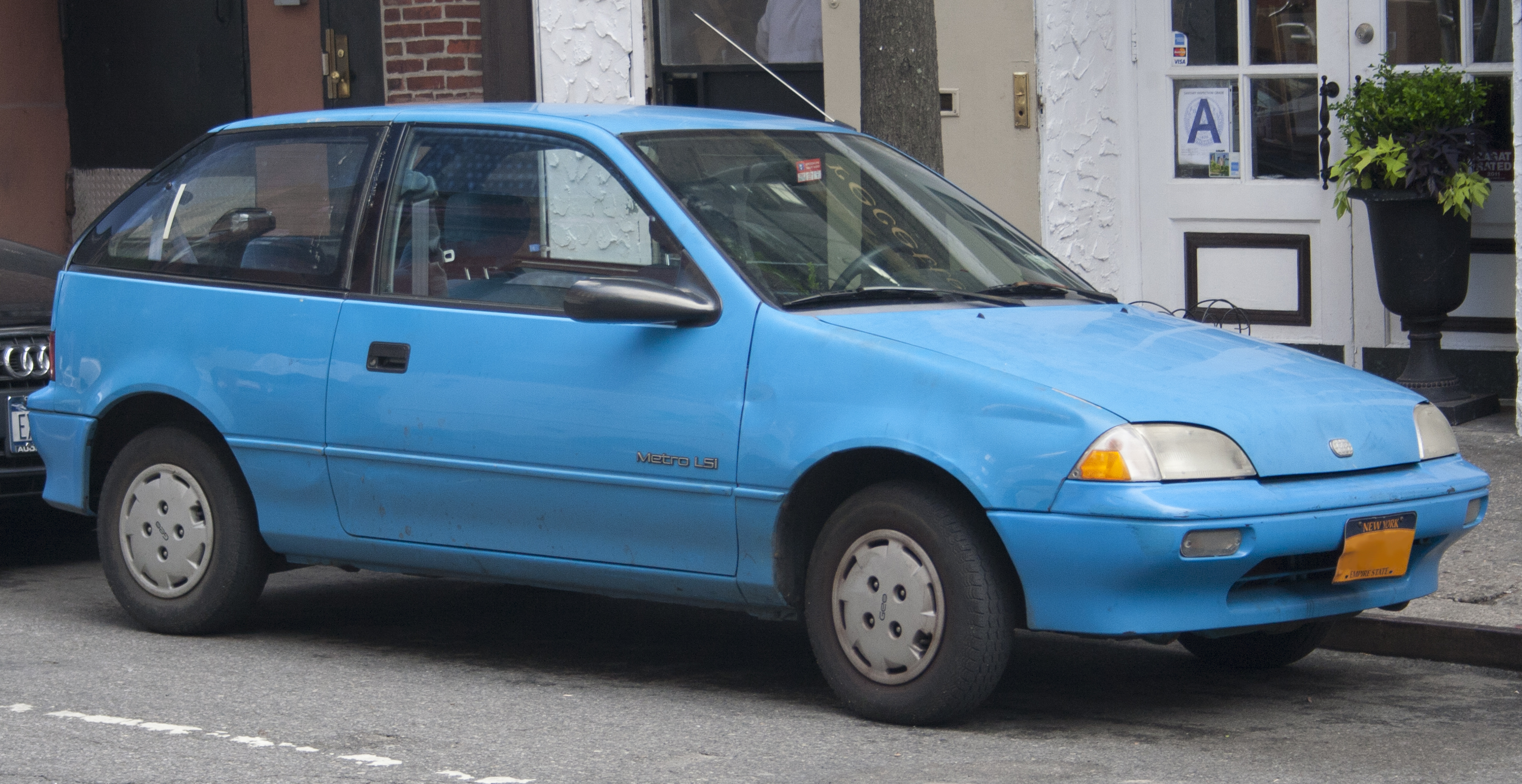
Geo Metro I 3 portes
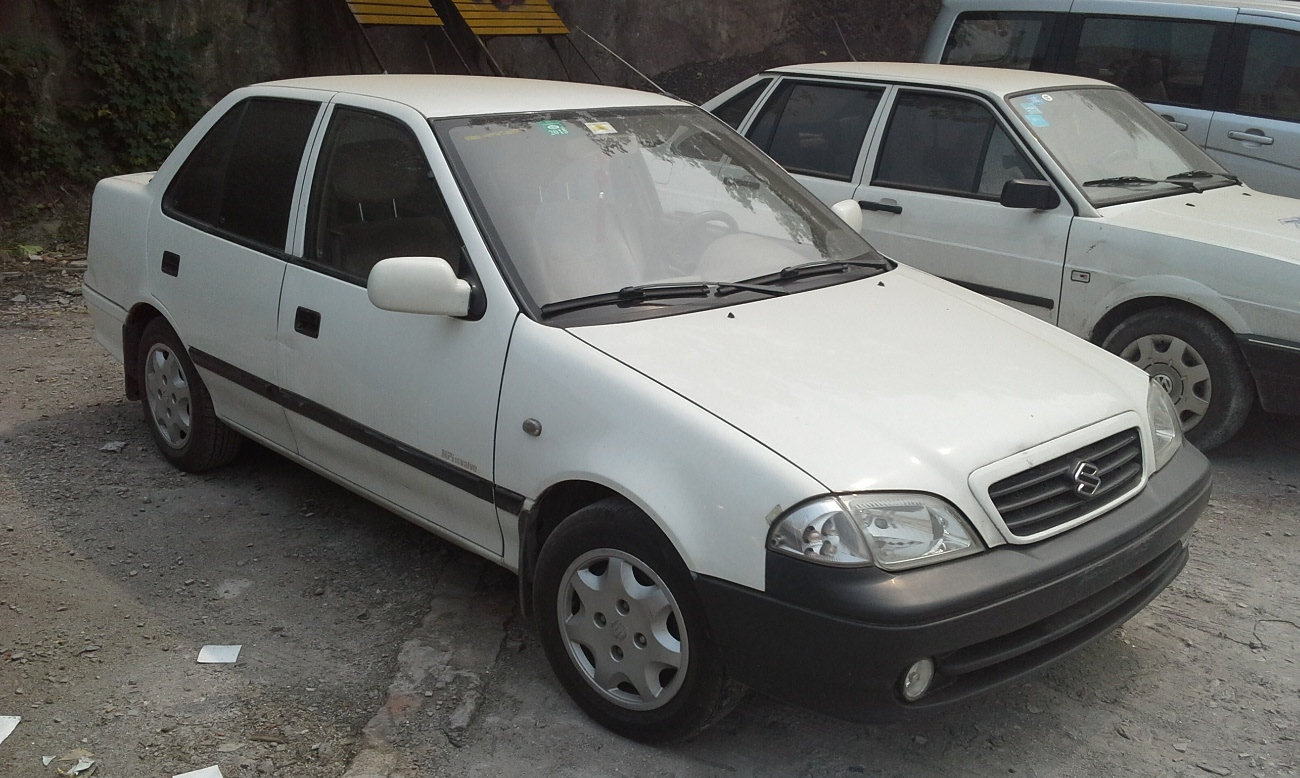
Suzuki Lingyang
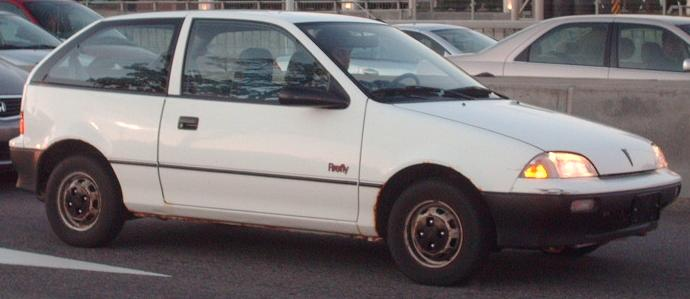
Pontiac Firefly II 3 portes
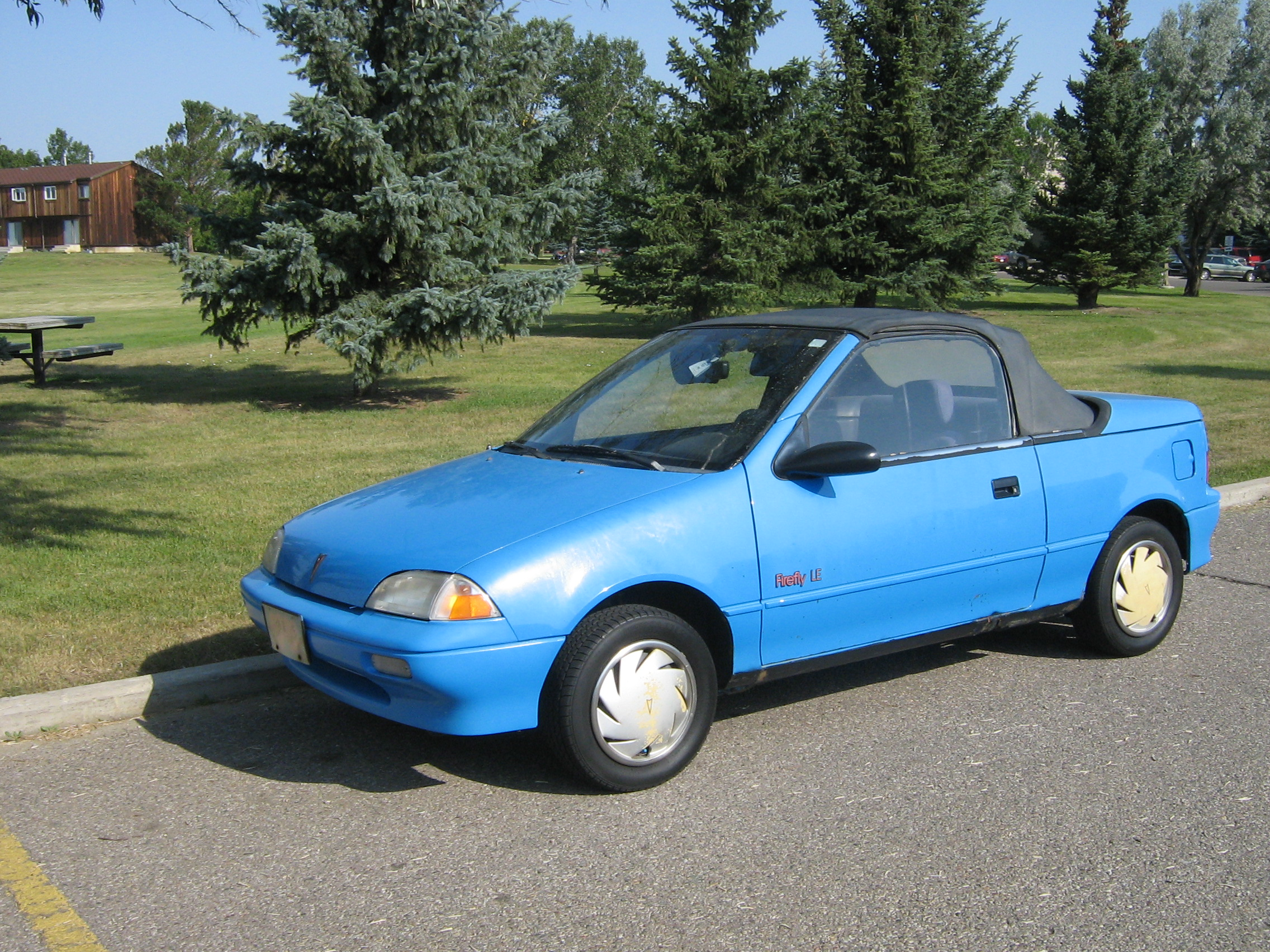
Pontiac Firefly cabriolet
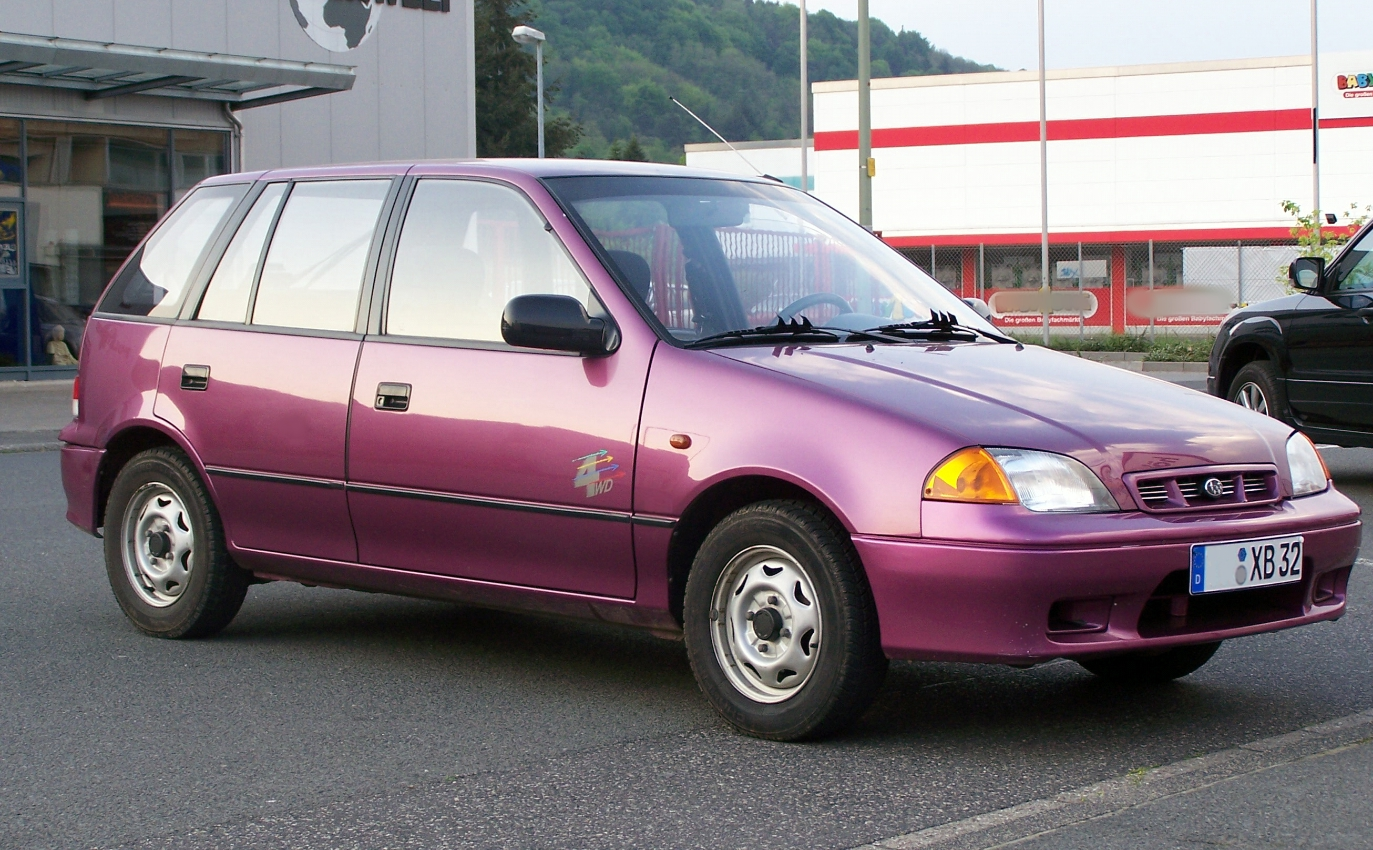
Subaru Justy II

## Suzuki Cultus Crescent (1995 - 2003)

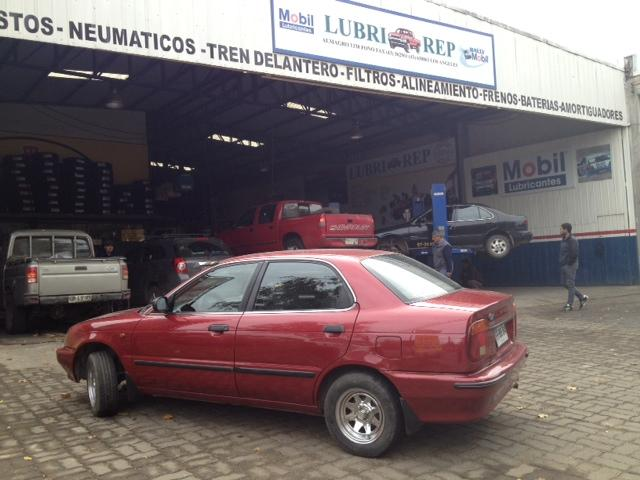
Suzuki Cultus Crescent

Une troisième mouture a porté le nom "Cultus" et a été commercialisée de 1995 à 2003. Elle s'appelle Cultus Crescent : son nom européen est Baleno.

## Suzuki Cultus (Pakistan) (2017 -)
La Suzuki Cultus est une Suzuki Celerio renommée et vendue au Pakistan depuis avril 2017.